# گرینزبرگ (پنسیلوانیا)
گرینسبورگ (به انگلیسی: Greensburg) شهری در ایالت پنسیلوانیا کشور ایالات متحده آمریکا است که جمعیت آن در سرشماری سال ۲۰۱۰ میلادی، ۱۴٬۸۹۲ نفر بوده‌است.